# Dr. Peacock
Stefan Petrus Dekker (* 31. července 1988), známý především pod uměleckým jménem Dr. Peacock, je nizozemský frenchcore DJ a hudební producent. Vystupoval na hlavních scénách velkých festivalů jako Thunderdome, Defqon.1, Qlimax a Dominator. Během jeho setů ho doprovází MC Da Mouth of Madness.

## Životopis
Dr. Peacock se narodil 31. července 1988 v nizozemském městě Limmen. V roce 2005 objevil několik frenchcore desek od The Sickest Squad a DJ Radium, které ho inspirovaly k tomu, aby se stal frenchcore umělcem. V roce 2010 začal svou kariéru jako hudební producent. Rychle si získal pozornost holandské eventové produkční společnosti BKJN, která ho požádala, aby vystoupil na jedné z jejich akcí. Úspěch jeho vystoupení vedl k tomu, že BKJN s ním v roce 2013 spolupořádala událost s názvem „Vive la Frenchcore“. Ten stejný rok Dr. Peacock spolupracoval s umělcem Angerfist na produkci skladby pro jeho album The Deadfaced Dimension. 

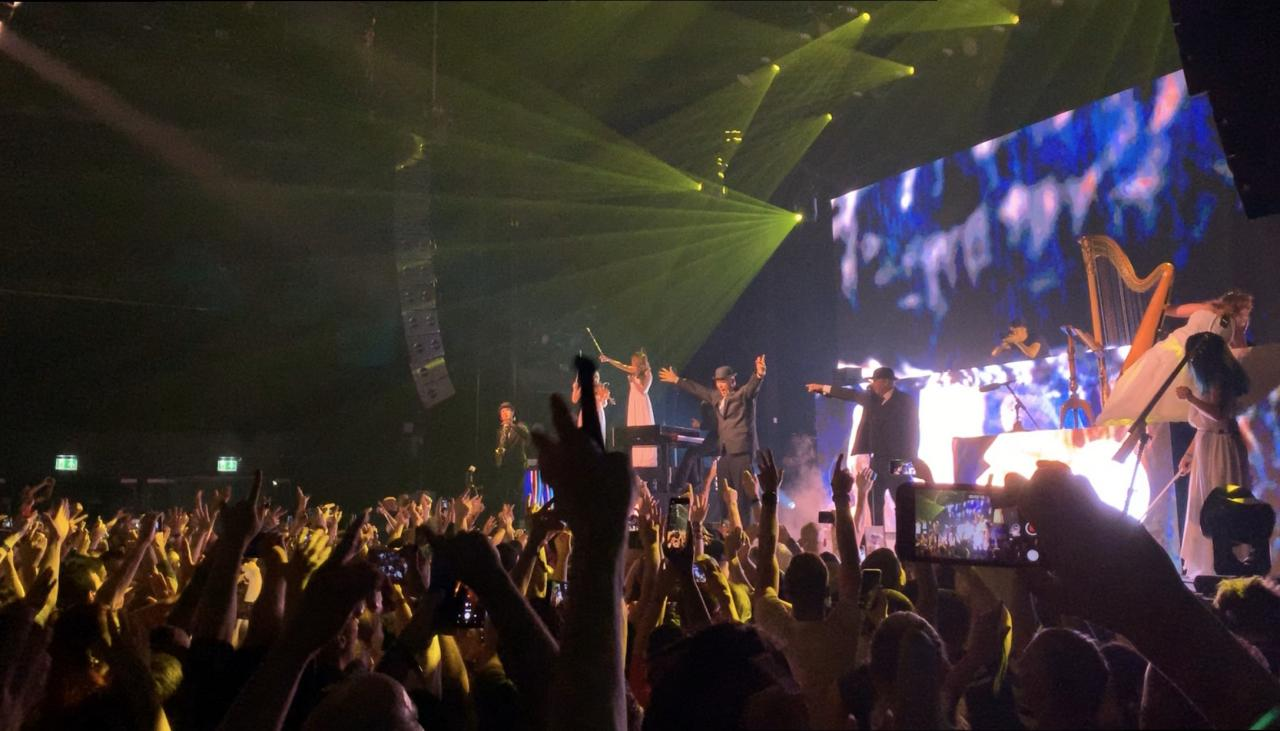
Dr. Peacock na koncertě v Tilburg, (2019)

Poté, co Dr. Peacock v roce 2014 vystoupil na Defqon.1, popularita Frenchcore v Nizozemsku rychle vzrostla. Dr. Peacock založil svůj label Peacock Records a začal se soustředit na rozvoj nových talentů a růst frenchcore scény. Melodické a pozitivní nahrávky na Peacock Records byly odlišné od staršího frenchcore. Během tohoto období Dr. Peacock plodně spolupracoval s umělcem Sefa, se kterým udělal kolaborace jako „This Life Is Lost“ a „Trip To Turkey“.
V roce 2016 absolvoval Dr. Peacock turné po Spojených státech v rámci turné s názvem Trauma Harder Styles Tour a vystoupil také v Austrálii.  Po těchto vystoupeních oznámil, že dále již bude cestovat pouze vlakem nebo autem, protože letecká doprava má neblahý vliv na jeho zdraví.
V roce 2017 Dr. Peacock založil label Frenchcore Worldwide a oznámil nové živé vystoupení „Peacock in Concert“, ve kterém účinkují živí hudebníci po boku Dr. Peacocka. Téhož roku vystoupil na Thunderdome. V roce 2019 Dr. Peacock založil svůj třetí label, Euphoric Frenchcore Records, a vystoupil na Qlimax, což bylo první frenchcore vystoupení na této akci.